# Lizzana
Lizzana (IPA: /liʦˈʦana/) è una frazione del comune di Rovereto in provincia autonoma di Trento.

## Storia
Lizzana è una frazione posta a sud di Rovereto, fra i paesi di Lizzanella e Marco.
In origine fu insediamento pre-romano per la sua posizione strategica e per molti anni una delle principali roccaforti che presidiarono la Vallagarina e il Trentino meridionale. Durante il Medioevo fu una contea retta dai Signori di Lizzana che poi, per diritto di successione, passò ai Castelbarco. Nel 1234 passò sotto il dominio del principe-vescovo di Trento che l'assegnò in feudo agli stessi Signori di Lizzana. Dal 1439 al 1509 la Repubblica Veneziana vi insediò nuovamente i Castelbarco.
Sotto il Regno Italico divenne frazione di Rovereto il 23 agosto 1810 e riacquistò autonomia amministrativa con l'introduzione dell'ordinamento comunale austriaco nel Circolo di Rovereto il 1º gennaio 1821. Infine, dopo l'Unità d'Italia, il Comune di Lizzana fu aggregato con i comuni di Marco e Noriglio al comune di Rovereto il 2 giugno del 1927.
"Lizzana alta", posta in salita ai piedi della montagna che costituisce la parte più vecchia del paese, con case storiche, la chiesa, l'oratorio, la scuola materna, scuola elementare, la baita degli alpini in Costa violina con monumenti per i caduti della prima grande guerra e il sacrario militare di Castel Dante che domina la valle.
Una tradizione antica, rinverdita dal Vannetti, ricorda come ospite al castello di Lizzana Dante Alighieri che sarebbe qui giunto da Verona nel 1304, quando fu ospite presso Alboino della Scala (legato questi ai Castelbarco). Autore dell'invito dovrebbe esser stato Guglielmo da Castelbarco che ora riposa nell'arca accanto a Sant'Anastasia. Del castello di Lizzana, chiamato castel dante, rimangono pochi ruderi accanto al sacrario militare. Il poeta cita nella cantica dell'Inferno della Divina Commedia la calcarea estensione dei "Lavini di Marco" che si scopriva dagli spalti del maniero:
(Dante Alighieri, Inferno, Canto XII)

## Monumenti e luoghi d'interesse

### Architetture religiose
- Cappella del Crocifisso, costruita tra il 1920 e il 1922 in memoria dei caduti della Grande Guerra
- Cappella del Santo Sepolcro, cappella della Via Crucis, realizzata negli anni '20 dell'Ottocento
- Cappella di Sant'Anna (1773)
- Chiesa dei Santi Martiri Anauniesi, edificata tra il 1992 e il 1995
- Chiesa di San Floriano, chiesa parrocchiale risalente al XII secolo
- Sacrario militare di Castel Dante, realizzato nel 1936, ospita le salme di più di 20000 caduti della prima guerra mondiale

### Architetture militari
- Castel Lizzana